# Contraescarpa

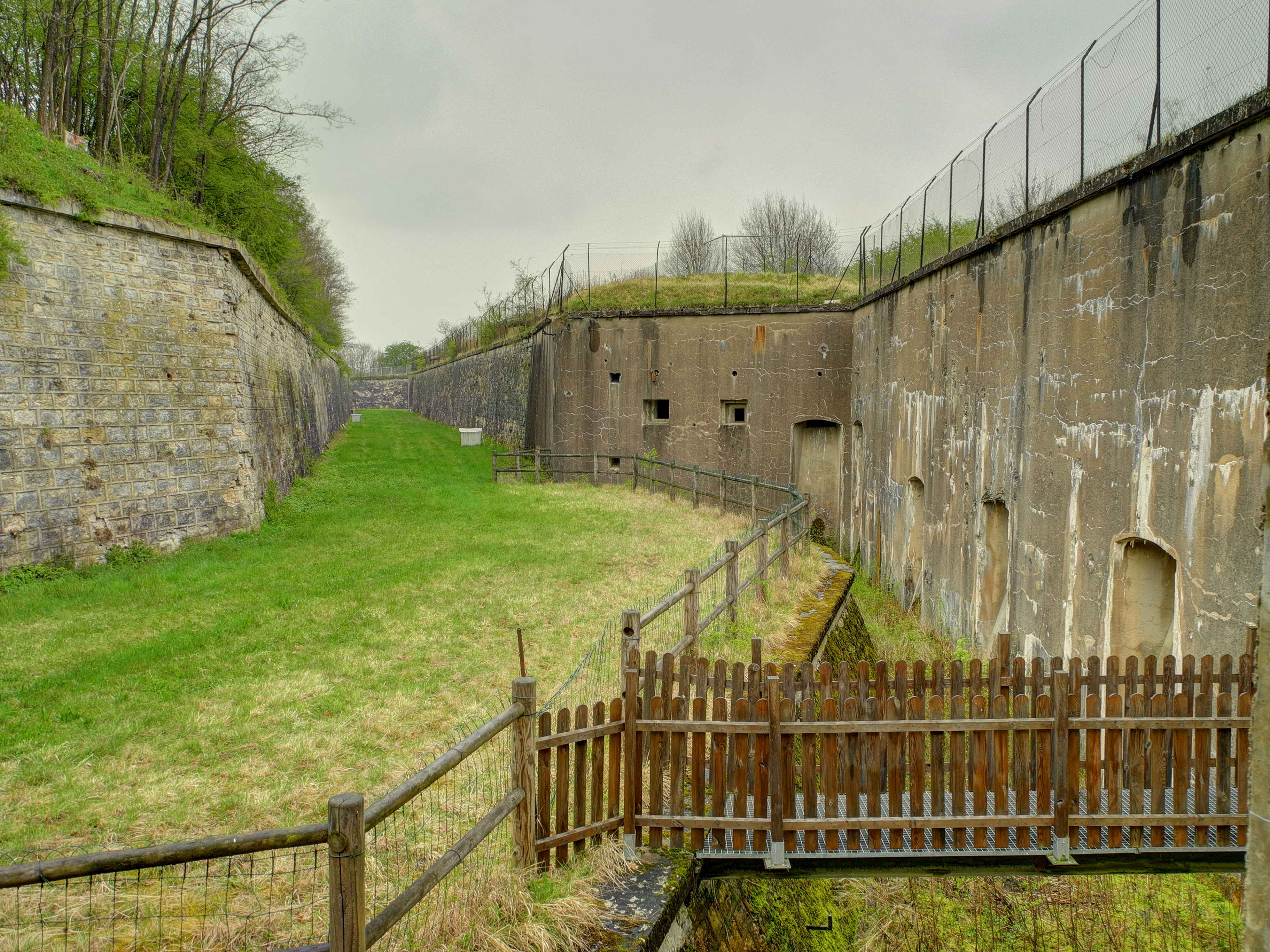
Forte de Vézelois: vista a partir da contraescarpa dupla, em direção ao norte.

Uma escarpa e uma contraescarpa são os lados interno e externo de uma vala ou fosso usado em fortificações. Os atacantes (se eles não tiverem passado o fosso) devem descer a contraescarpa e subir a escarpa. Em fortificações permanentes, a escarpa e a contracarpa podem ser cobertas em pedra. Em fortificações menos permanentes, a contraescarpa pode ser revestida com uma cerca de palidar ajustada em um ângulo, de modo a não dar cobertura aos atacantes, e fazer o avanço e a retirada mais difícil.